# Huis Middelaar

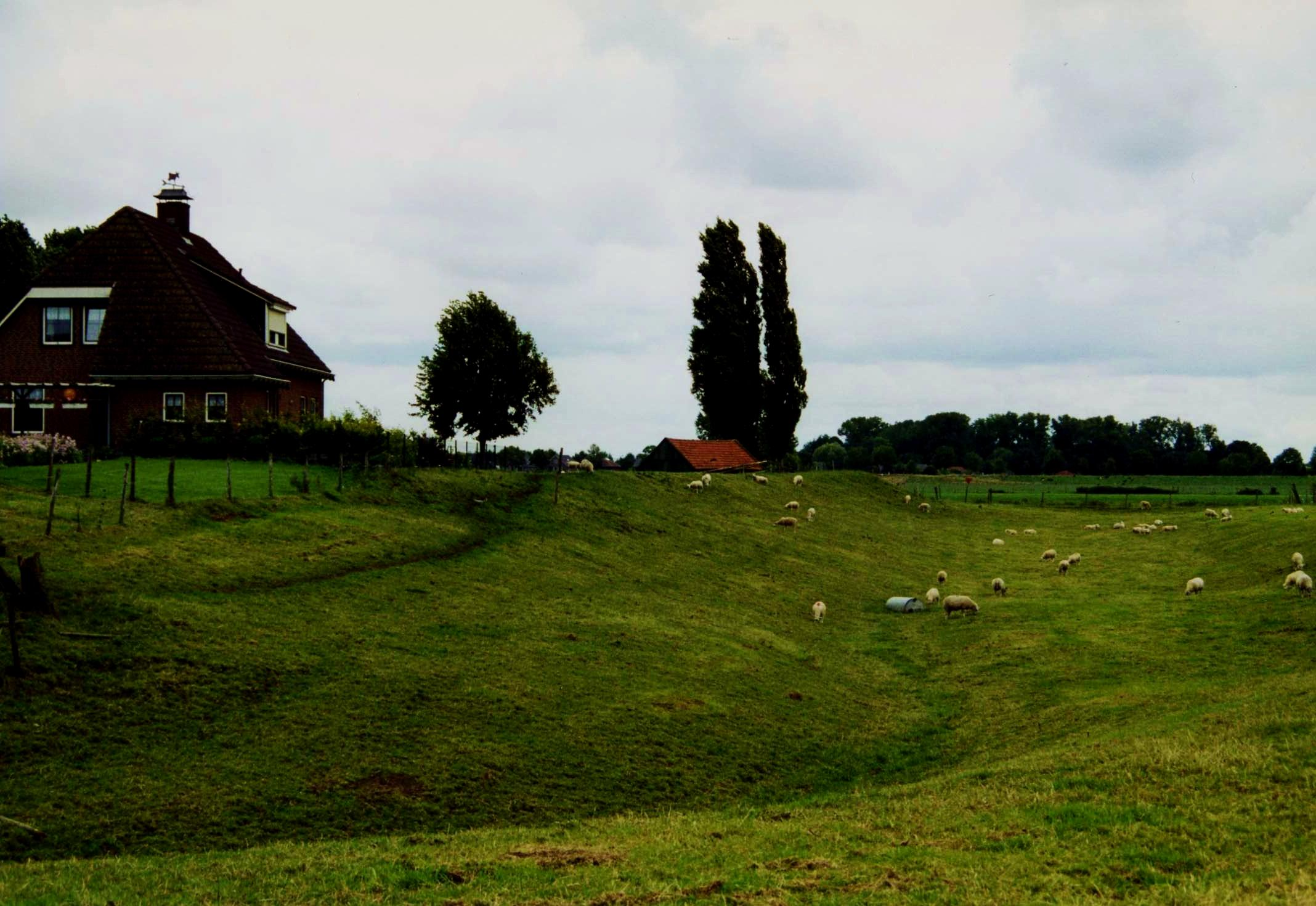
Grachtresten Huis Middelaar

Huis Middelaar (ook: Middelaarshuis) was een kasteel in Middelaar, gelegen aan de Maas.
De eerste vermelding van dit kasteel is van 1388. Waarschijnlijk was het in 1375 gebouwd door Arnold van Heumen. Deze koos partij voor het Hertogdom Brabant en tegen Hertogdom Gelre, waardoor hij zijn Gelderse bezittingen kwijt raakte. Deze werden geschonken aan ene Willem van Cuijk, basterdzoon van Arnold. Deze stierf kinderloos, en zo kwam het kasteel aan de Hertog van Gelre.
In de 15e eeuw werd de heerlijkheid verpand, en Johan Schenk van Nydeggen werd pandhouder. Samen met Irmengarde van Arkel had hij een zoon Arnold, ook heer van Hillenraad, die in 1491 de heerlijkheid erfde, doch overleed in 1491.
Tijdens de Tachtigjarige Oorlog werd het kasteel nog bezet door Parma, om in 1641 ingenomen te worden door Frederik Hendrik, die het Genneperhuis belegerde en een schipbrug over de Maas deed aanleggen. Deze werd verdedigd door het kasteel, dat daartoe van schansen werd voorzien.
Tijdens de 17e eeuw kwam het kasteel in bezit van Pruisen maar in 1702, tijdens de Spaanse Successieoorlog, werd het door Franse troepen verwoest.
Begin 19e eeuw was het kasteelterrein in bezit van de Staat der Nederlanden die het verkocht aan Herman van Wijck, burgemeester van Kessel. Deze liet er een boerderij bouwen. Op het terrein zijn nog grachtresten en ondergrondse muurresten van het kasteel aanwezig.

## Gebouw
Het kasteel is vastgelegd op tekeningen uit 1746. Deze tonen een langgerekt, maar ruïneus, gebouw.